# Елизабет фон Ербах (1542 – 1598)
Елизабет фон Ербах (на немски: Elisabeth von Erbach; * 16 август 1542; † 3 август 1598) е графиня от Ербах-Ербах и чрез женитба графиня на Графство Сайн.

## Произход
Тя е третата дъщеря на граф Еберард XII фон Ербах (1511 – 1564) и съпругата му вилд и райнграфиня Маргарета фон Даун (1521 – 1576), дъщеря на вилд и райнграф Филип фон Залм-Даун († 1521) и Антоанета де Ньофшател († 1544). Нейният брат е Георг III фон Ербах (1548 – 1605), женен 1567 г. за Анна Амалия фон Сайн, която е полусестра на нейния бъдещ съпруг Херман фон Сайн.
Елизабет фон Ербах умира на 3 август 1598 г. на 55 години.

## Фамилия
Елизабет фон Ербах се омъжва на 8 септември 1571 г. за граф Херман фон Сайн-Хахенбург (* 1543; † 17 март 1588), третият син на граф Йохан IX (VI) фон Сайн (1518 – 1560) и първата му съпруга Елизабет фон Холщайн-Шауенбург-Пинебург (ок. 1520 – 1545). Те имат една дъщеря:
- Анна Елизабет фон Сайн (* 1 февруари 1572; † 11 март 1608), омъжена на 1 юни 1591 г. за граф Вилхелм II фон Сайн-Витгенщайн (1569 – 1623).